# Au nom des rois
 (août 2023).
Si vous disposez d'ouvrages ou d'articles de référence ou si vous connaissez des sites web de qualité traitant du thème abordé ici, merci de compléter l'article en donnant les références utiles à sa vérifiabilité et en les liant à la section « Notes et références ».
Albums de Jeanne Mas
L'art des femmes Jeanne Mas et les égoïstes
Au nom des rois est le cinquième album de Jeanne Mas, signé en 1992 dans une nouvelle maison de disques : AB Disques qui produit les disques pour enfants Dorothée.
Il bénéficie en 1993 d'une réédition intitulée Jeanne Mas enrichie des titres inédits Aime-moi, Mis à part et Sens de toi et dotée d'une nouvelle pochette. En fin d'exploitation, ce sont à peu près 70 000 exemplaires qui seront vendus. Trois singles seront extraits : Au nom des rois, Dors bien Margot et Aime-moi.

## 1reédition(1992)
1. Ces hommes (J. Mas / J. Mas - P. Calabrese - R. Zaneli) 5:06
2. Au nom des rois (J. Mas / M. & P. Calabrese - R. Zaneli) 5:23
3. Au secours (J. Mas / J. Mas - P. Calabrese - R. Zaneli) 4:50
4. Sûre de lui (J. Mas / J. Mas - M. & P. Calabrese - R. Zaneli) 4:37
5. Dors bien Margot (J. Mas / M. & P. Calabrese - R. Zaneli) 4:12
6. Les Yeux androgynes (J. Mas / J. Mas - P. Calabrese - R. Zaneli) 4:10
7. Vivre libres (J. Mas / P. Calabrese - R. Zaneli) 3:17
8. À cause de vous (J. Mas / P. Calabrese - R. Zaneli) 4:00
9. La Terre (J. Mas / M. & P. Calabrese - R. Zaneli) 4:06

## 2eédition(1993)
1. Aime moi
2. Vivre libres
3. Mis à part
4. Les Yeux androgynes
5. Ces hommes
6. Au nom des rois
7. Sens de toi
8. Dors bien Margot
9. La Terre
10. Au secours
11. Sûre de lui
12. À cause de vous

## Crédits
Arrangements et réalisation : Piero Calabrese, Jeanne Mas et la participation de Roberto Zaneli 

Programmations et claviers : Piero Calabrese 

Guitares : Franco Ventura 

Enregistré aux studios Musika et AB à Paris et au studio Pollicino à Rome 

Ingénieur du son : Marco Lecci 

Mixé au studio Pollicino 

Ingénieur du son : Luciano Torani 

Assistant : Elmar Ochner 

Photo : Paul Bella

## Singles
- Au nom des rois - 1992
- Dors bien Margot - 1993
- Aime-moi - 1993